# بطولة أوروبا لكرة الماء 1981
بطولة أوروبا لكرة الماء 1981 كان الموسم الـ 15 من بطولة أوروبا لكرة الماء، وجرت المنافسات في سبليت يوغوسلافيا، ونظمت من قبل الاتحاد الأوروبي للسباحة.

## النتائج
| م       | المنتخب          |
| ------- | ---------------- |
| ذهبية   | ألمانيا الغربية  |
| فضية    | الاتحاد السوفيتي |
| برونزية | المجر            |
| 4       | يوغوسلافيا       |
| 5       | إسبانيا          |
| 6       | إيطاليا          |
| 7       | رومانيا          |
| 8       | هولندا           |
| 9       |                  |
| 10      |                  |